# Каузатив
Каузати́в (від лат. causa, «причина», англ. causative «причинний»; каузативна деривація, каузативізація) — регулярна з формальної та семантичної точки зору словотвірна модель. За допомогою цієї моделі від вихідного дієслова (А) утворюють похідні дієслова (А'), які мають значення "зробити так, щоб відбулася та дія, яку названо". Наприклад, у татарській мові «яб-у» означає «закривати», тоді як «яп-тыр-у» — «робити так, щоб закрив; змусити закрити». Семантичні відносини між похідними та вихідними дієсловами називаються каузативними відносинами. В інших світових мовах це найпоширеніша словотвірна модель. Багато мов можуть утворювати каузативну конструкцію від будь-якого дієслова, зокрема, вона присутня в адигейській та дагестанській мовах, є в алтайських, уральських, семітських, індіанських, у багатьох австронезійських та африканських мовах, а також деяких індоєвропейських .
Тип підвищує актантну деривацію, при якому відбувається додавання до вихідної ситуації учасника за участю агенсу (і/або причини). Новий агенс при каузативному дієслові (каузатор) займає позицію підмета, колишній підмет знижує свій синтаксичний ранг .
Каузативна конструкція передбачає наявність (як мінімум) двох ситуацій і означає таке відношення між двома ситуаціями A і B, при якому ситуація A призводить до здійснення ситуації B у реальному чи можливих світах . Говорять також, що новий учасник за участю агенсу каузує здійснення ситуації В.
Каузативність належить до універсальних поняттєвих категорій. У тому чи іншому вигляді вона присутня майже у кожній мові, відрізняються лише способи її вираження. Морфологічний каузатив, що утворюється за допомогою спеціалізованих морфем, зустрічається в мовах більшості відомих мовних сімей, хоча існують мовні ареали (зокрема, слов'янська), де він майже не виявляється  . У деяких мовах, де каузатив відсутній нині, його сліди виявляються під час етимологічного аналізу. У багатьох мовах, що втратили словотвірний каузатив, виникли регулярні синтаксичні каузативні конструкції.

## Засоби вираження каузативу

### Морфологічні каузативи
У деяких мовах є спеціальні афікси, за допомогою яких від некаузативних дієслів утворюються морфологічно похідні каузативи. Морфологічний каузатив утворений регулярним та продуктивним способом.
Один з  найбільш відомих у літературі прикладів морфологічного каузативу дає турецька мова. В турецькій мові є суфікс -t і -dür, які могут приєднатися до будь-якого дієслова та утворювати його каузативний корелят.
(Примітка: Тут і далі каузативний показник позначений скороченням CAUS.)
| Ali              | Hasan-i   | öl-dür-dü          |
| Алі:NOM          | Гасан-ACC | помирати-CAUS-PAST |
| Алі вбив Гасана. |           |                    |
| Dışçı      | Hasan-a           | mektub-u           | müdür           | tarafından   | göster-t-ti         |
| Стоматолог | Гасан-DAT         | лист-ACC           | директор        | за допомогою | показувати-CAUS-PST |
| Стоматолог | змусив (каузував) | директора показати | лист Гасану[8]. |              |                     |
У фінській мові представлена продуктивна морфологічна каузативізація, яка виражається морфемою, що має большу кількість аломорфів.
| Opettaja | laulattaa         | oppilasta     |
| Учитель  | співати.CAUS.3SG  | учня.PART     |
| Учитель  | змусив (каузував) | учня співати. |
| Minä     | rakennatat-i-n             | talo-n      | työnjohtaja-lla       |
| Я        | будувати.CAUS.CAUS-PST-1SG | будинок-DO  | менеджер-ADES         |
| Я змусив | менеджера (каузувати)      | кого-небудь | збудувати будинок[9]. |
В угорській мові каузатив утворюється за допомогою ряду суфіксів (-tat/-tet, -at/-et, -aszt/-eszt та інших).
| A mama   | el-al-tat-ja       | a kis-fi-át      |
| Мама:NOM | PFV-спати-CAUS-OBJ | дитина.3Sg-ACC   |
| Мама     | поклала спати      | свою дитину[11]. |

### Аналітичні каузативи
Крім морфологічних каузативів, у мові зустрічаються і синтаксично похідні каузативи, де сенс каузації виражається допоміжним словом (частіше дієсловом). До аналітичних, або синтаксичних, каузативів належить англійське make + INF, німецьке lassen + INF, французьке faire + INF та ін.
- Англійська мова:

He works for me.
Він працює на мене.
I make him work for me.
Я змушую (каузую) його працювати на мене.
- Французька мова:

Jean écrira une lettre au directeur.
Жан напише листа директору.
Je ferai écrire une lettre au directeur par Jean.
Я змушу Жана написати листа директору.
Причинові конструкції, що не утворюють єдине ціле, такі, як англ. cause to + INF, нім. zwingen zu + INF, рос. змушувати + INF, більшість лінгвістів не відносить до синтаксичних каузативів. Вони створюють семантичну структуру, що означає дві незалежні події, і в цьому відношенні нагадують поліпредикативні конструкції.
Морфологічні каузативи та аналітичні каузативи утворюють у сукупності клас граматичних каузативів, що протиставляються лексичним каузативам.

### Лексичні каузативи
Більшість непохідних перехідних дієслів містять компонент каузативу у своєму значенні. Подібні каузативи називають лексичними. У таких випадках мова використовує окрему лексичну одиницю для позначення каузативності.
Лексичний каузатив утворений непродуктивним способом і найчастіше висловлює безпосередню каузацію, на відміну від граматичного каузативу, зазвичай позначає опосередковану каузацію. Він передбачає єдність часу і місця для акту каузації та каузованої ситуації.
Крім того, лексичними каузативами вважаються також ті морфологічно похідні дієслова, які утворені за допомогою непродуктивних та нерегулярних морфологічних засобів, і значення яких зазнало фразеологізації.
У російській мові до лексичних каузативів належать такі дієслова, як різати {X певним способом каузує, що Y стає розділеним на частини}, вбивати {X каузує, що Y помирає}, класти {X каузує, що Y лежить}, відкривати {X каузує, що Y відкривається} та інші.
Приклади лексичних каузативів в англійській мові:
rise — raise (підніматися — піднімати щось)
eat — feed (їсти — годувати)
lie — lay (лежати — класти)
Приклади лексичних  (непродуктивних) каузативів у японській мові:
ковареру бути  поламаним → ковасу поламати
Трапляються дієслівні лексеми, у яких каузативне та некаузативне значення виражаються однією і тією ж формою. Їх називають лабільними дієсловами. Так, англійські дієслова open (відкривати/відкриватися)  і move (рухати/рухатися) можуть використовуватися і як перехідні, і як неперехідні.

## Семантика каузативних дієслів

#### Дистантна та контактна каузація
Контактна каузація має на увазі прямий зв'язок суб'єктів, що каузують і каузуються. Каузатор здійснює з тим, що каузується, фізичні дії, що каузуються, що призводять до здійснення  ситуації, яка каузується. При дистантній каузації має місце опосередкований зв'язок між каузуючим суб'єктом і станом, що каузується, при якій актуалізується більша або менша самостійність каузованого суб'єкта в прийнятті ним (або неприйнятті) стану. Просторово-часові параметри подій, що каузують і каузуються можуть відрізнятися. При контактній каузації вони частково чи повністю збігаються.
Мансійська мова:
ūnt(u) (сісти) — ūnt-t(u) (саджати) — iint-t-u-pt(a)- (попросити сісти)
Комі-зирянська мова:
puk (сісти) — puk-t- (вкладати) — puk-öd (каузувати сісти)
Руанда:
shyúuh- (грітися) — shyúuhy (конт. каузатив) — shyúuhiish- (дист. каузатив)
ambuk- (грітися) — ambuts- (конт. каузатив) — ambukiish- (дист. каузатив)

#### Фактитивна та пермісивна каузація
При фактитивній каузації першоджерелом або єдиним джерелом змін є суб'єкт каузування: я велів йому прийти, я покликав його, я зачинив двері. При пермісивній каузації першоджерелом цих змін є суб'єкт, що каузується, і його роль  зводиться до припущення цих змін або перешкоджання їм: я дозволив йому прийти, я не впустив його, він не дав дверям зачинитися .За цими двома основними значеннями ховається широкий діапазон приватних видів каузації — від фізичного приведення каузатором суб'єкта, що каузується, у певний стан до неперешкоджання дії з незнання, неуваги, недбалості чи нездатності перешкодити. Дещо окремо від фактитивного та пермісивного значень, але ближче до останнього, стоїть значення «асистивності» (або допомоги), властиве, наприклад, каузативним афіксам у зулуській та грузинській мовах . Також виділяють такі каузативні показники зі значенням опосередкованої каузації як «рогатив» (прохання), «декларатив» та інші.

### Подвійний каузатив
У різних мовах допустима вторинна каузативна деривація — каузація каузації, коли каузативні дієслова утворюються шляхом додавання каузативної морфеми до каузативних дієслів .
Російська мова:
В російській мові продуктивної каузативної моделі, що утворює нову конструкцію безпосередньо від дієслова, немає, подібні конструкції обумовлені не словотвором, а семантикою каузативної ситуації.
Папа велел маме заставить Васю сделать уроки .
Існують дієслова, пов'язані казуативним ставленням «мерзнуть – морозить», «сохнуть – сушить» тощо, існування яких пояснює історична граматика.
Пурепеча (тараскський):
| Valeria        | urhu-ra-tara-s-ti          | tsiri-ni         | Eratzini-ni | Yuyani-ni. |
| Валерія:NOM    | молоти-CAUS-CAUS-PRF-IND.3 | зерно-OBJ        | Ератзин-OBJ | Уяні-OBJ   |
| Валерія веліла | Ератзину змусити Уяні      | молоти зерно[3]. |             |            |
У мовах трапляються різні комбінації першого та другого каузативного афіксу: вторинне приєднання того ж таки афікса повністю; приєднання нового афікса; приєднання лише тих елементів другого афікса, які не збігаються з першим афіксом.

## Декаузатив
Протилежним до каузативізації є процес декаузативізації (антикаузативації): ситуація, яка вихідно представлялася як агентивна, перетворюється на некаузовану ситуацію, яка не має зовнішнього агенсу і відбувається якби «сама по собі».
На відміну від морфологічного каузативу, в індоєвропейських мовах морфологічний декаузатив (антикаузатив) представлений дуже широко..
У французькій мові, наприклад, є аналітичний декаузатив, показником якого є рефлексивна клітика:
briser (розбивати) — se briser (розбиватися)
plier (гнути) — se plier (гнутися)
У російській мові картина практично подібна, тільки показником рефлексиву служить суфікс:
Новости порадовали Петю. Петя обрадовал-ся.
Декаузативи не обов'язково є морфологічними похідними від каузативів (як у російській мові). У мові можуть бути одночасно і каузативний, і декаузативний показник, як, наприклад, у мові догон .
Показник декаузативу часто збігається з показником рефлексиву. Причина цього збігу є семантичною (в обох випадках відсутній від основного суб'єкта агентивний учасник).

## Формальні відносини у каузативно-декаузативних парах
Типи формальних відносин у парах каузативного та декаузативного дієслів можна резюмувати таким чином:
- Суплетивізм: використовуюються різні корені:

російська: умереть — убить
- Еквіполентні опозиції: у кожному із двох випадків використовуються власні показники

хакаська: ügr-en (учитися) — ügr-et (учити)
- Лабільність: одна лексема має і каузативне, і декаузативне значення російська: лить (я ллю воду у каструлю — з труби ллє вода)

- Марковано каузатив:

санскрит: jan-ati (народжується) — jan-ay-ati (народжує)
- Марковано декаузатив:

російська: разбить — разбить-ся

## Каузатив та застава
Незважаючи на те, що форми застави і форми каузативу часто утворюються за допомогою одних і тих же показників, не можна розглядати каузатив як одну із застав. Існує принаймні чотири властивості каузативу, що відрізняють його від заставних форм :
- Запорука не змінює денотативного значення вихідного дієслова. Заставні перетворення змінюють лише прагматичну інтерпретацію ситуації, її комунікативну перспективу. Навпаки, визначальною ознакою актантної деривації, окремим випадком якої є утворення каузативів, є семантичні перетворення вихідної структури.
- У мовах, що мають і заставу, і каузатив, форми застави не фразеологізуються (або, принаймні, дуже рідко); каузативи ж фразеологізуються набагато частіше.
- Різні застави, що неспроможні поєднуватися один  із одним у межах однієї словоформи; у ряді мов каузатив може поєднуватися із заставами.
- Запорука ніколи не виявляється у словоформі двічі, тоді як подвійні каузативи цілком поширені.